# Protoxerus
Protoxerus är ett släkte i ekorrfamiljen som förekommer i afrikanska regnskogar. De vistas främst i trädens kronor och därför är de ganska sällsynt.
Släktet bildas av två arter:
- Protoxerus stangeri (Waterhouse 1842), regnskogar i västra och centrala Afrika
- Protoxerus aubinnii (Gray 1873), Västafrika

Den sistnämnda arten räknas ibland till släktet Allosciurus. Forsyth Major som beskrev släktet för första gången på vetenskapligt sätt trodde att arterna tillhörde släktgruppen Xerini och därför fick de det vetenskapliga namnet Protoxerus, i anknytning till släktet Xerus. Idag betraktas dessa djurgrupper som mera avlägsna släktingar.
Protoxerus stangeri som är mera känd har en kroppslängd på 30 cm och en ungefär lika lång svans. Vikten varierar mellan 540 och 1000 g. Pälsen är på ovansidan olivbrun till svart, vid kinderna samt sidorna vitaktig och undersidan är vit till ljusbrun. Svansen kan ha svarta, bruna eller vita band men den kan även vara enfärgad. Påfallande hos denna art är det glesa håret på buken, den verkar ibland naken på undersidan.
Protoxerus aubinnii har även päls på undersidan och den är oftast spräcklig gråbrun över hela kroppen. Ibland finns en längsgående svart strimma på ryggens mitt.
Bägge arterna är mycket rörliga och letar i trädkronorna efter föda som utgörs av nötter, frön och frukter. I regioner med oljepalmen (Elaeis guineensis) uppsöker de ofta detta träd. Där har dessa gnagare ofta gula fläckar på pälsen som de får av den gula vätskan i oljepalmens frukter. Ett exemplar levde 6 år i fångenskap.
Protoxerus stangeri är vanlig i hela sitt utbredningsområde och listas av IUCN som livskraftig (least concern). Protoxerus aubinnii lever mera gömd och den klassificeras därför med kunskapsbrist (data deficient).